# Música árabe

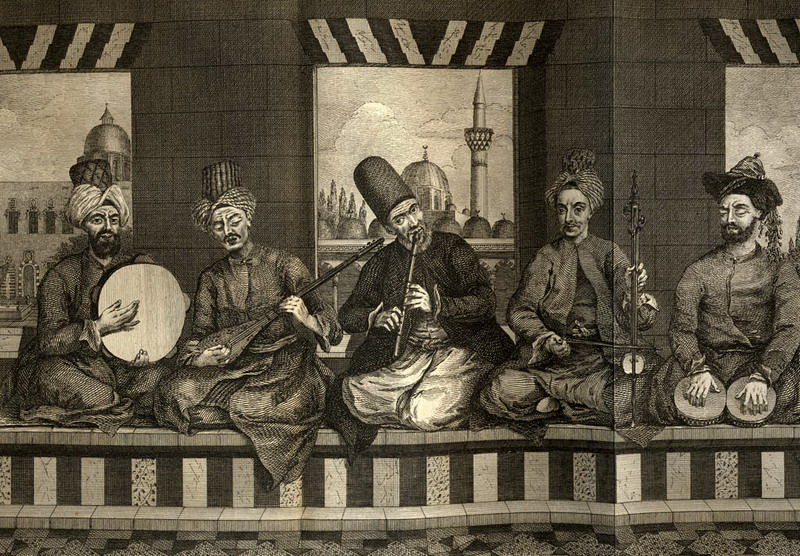
Música árabe, instrumentos usados en la antigüedad. Muchos de ellos se usan actualmente. ￼Ayuda

La música árabe es la música de los países árabes, que tienen en común el idioma. Se incluye bajo esta categoría géneros de música académica, tradicional, masiva, así como profana y religiosa. La música árabe ha estado en contacto con otras músicas regionales, como con la persa, la turca, la india, la bereber, la suajili, la andalusí y la música europea. Al igual que en otras áreas de la ciencia o de las artes, los musulmanes tradujeron del griego al árabe los antiguos tratados de teoría de la música, y asimilaron los principios de los sistemas enarmónico, cromático y diatónico.

## Características
Desde el punto de vista melódico, el sistema musical árabe está basado en la octava dividida en 24 cuartos de tono, un sistema difícil de asimilar por los oídos acostumbrados a la música occidental, educados tonal y armónica en una octava dividida en 12 semitonos y ajenos al microtonalismo. Para escribir la música árabe usando la notación musical occidental, ajena al cuarto de tono, se utilizan los signos + y -. El + sirve para indicar la elevación de un cuarto de tono y el signo - para indicar la bajada de un cuarto de tono. Estos signos, combinados con el bemol, sostenido y becuadro, facilitan la representación gráfica de los intervalos de cuartos de tono.
El maqam árabe es un sistema de modos melódicos utilizado en la música árabe. La palabra maqam significa estación. Cada maqam está constituido en una escala determinada y por una serie de notas importantes, frases melódicas habituales y por un desarrollo melódico y por una modulación determinadas por la tradición. Tanto las composiciones como las improvisaciones en la música tradicional árabe se basan en el sistema del maqam. Los maqam pueden interpretarse ya sea con un instrumento o con la voz y no incluyen el ritmo.

## Instrumentos musicales
Los instrumentos musicales usados en la música árabe son los siguientes: qanun, arghul, bendir, los crótalos, darbuka, laúd árabe, mazhar, mijwiz, mizwad, ney, el rabel, riq, el tambor de copa y zurna.

## Historia

### Período preislámico
No hay pruebas científicas definitivas que confirmen la existencia en la península arábiga de la música árabe, entendida en el sentido actual del término, en tiempos anteriores al islam, en el período conocido como jahiliyyah. Sin embargo la mayoría de los historiadores coinciden en que existieron distintas formas musicales entre los siglos V y VII a. C.. Como en la mayoría de civilizaciones se supone que la existencia de música en Arabia se remonta al origen mismo de la poesía árabe, pues los poetas árabes solían recitar sus poemas con tono y ritmo musical. Cantar no era tarea de los poetas ni de los músicos, ese trabajo lo desempeñaban mujeres con bellas voces que tocaban instrumentos como el laúd, el rabel o el tambor. También se utilizaba el coro debido a su sencillez técnica.

### Edad Media
Al-Kindi (801-873) fue el primer gran teórico de la música árabe. Él propuso que se incluyera una quinta cuerda al laúd y reflexionó sobre las connotaciones cosmológicas de la música. Superó la obra griega utilizando una anotación alfabética para cada octava. Publicó quince tratados de teoría musical de los que sin embargo sólo sobreviven cinco. En uno de sus tratados utilizó la palabra música por primera vez en árabe. Al-Farabi (872-950) escribió un libro extraordinario acerca de música, el Kitab al Musiqi al Kabir (El gran libro de la música). Su sistema de tonos se utiliza todavía aún en la música árabe.
Al-Ghazali (1059-1111) escribió un tratado de música en persa en el cual declaró: El éxtasis es el estado causado por escuchar música. En 1252 Safi Eddin desarrolló una forma original de escribir la música donde el ritmo se representaba geométricamente. Algo similar no aparecería en Occidente hasta 1987 cuando Kjell Gustafson publicó un método para representar un ritmo como un gráfico bidimensional. Al-Ándalus se convirtió en el siglo XI en el principal centro de fabricación de instrumentos musicales, que fueron usados por los trovadores occitanos, de cuya mano recorrieron toda Europa.

### Edad Contemporánea
Egipto fue el primer país árabe en experimentar un fuerte nacionalismo en el siglo XX, independizándose después de haber estado largo tiempo bajo dominio extranjero. La música turca propia del Imperio otomano fue reemplazada por la música nacional egipcia y El Cairo se convirtió en un centro de innovación musical luego de que en el año 1932 se llevara a cabo el primer Congreso de Música Árabe de El Cairo el cual sentara las bases de la música árabe contemporánea. 
Una de las primeras cantantes femeninas que se aproximó a la música profana fue Umm Kalzum, seguida por Fairuz. Ambas han sido muy populares a lo largo del tiempo y están consideradas leyendas de la música árabe.

### Pop árabe
Durante las décadas de 1950 y 1960 la música árabe empezó a recibir grandes influencias de la música occidental, con artistas como Abdel Halim Hafez. En los años 1970 un grupo de cantantes siguieron su ejemplo y eso propició el nacimiento de la música pop árabe. Este género consiste en canciones de estilo occidental pero cantadas en árabe y con acompañamiento de instrumentos tradicionales árabes, con lo que el sonido resultante es una mezcla de Oriente y Occidente. En los años 1990 varios artistas han tomado este estilo, caso de Amr Diab, Hisham Abbas, Asalah Nasri, Mostafa Amar, Najwa Karam, Nawal Al Zoghbi, Wael Kfoury, Latifa, Cheb Khaled, George Wassuf, Marwan Khoury, Ziad Maher Hakim y Haifa Wehbe. 
En 1996 Amr Diab lanzó la canción de titulada Habibi ya nur el ain, que se convirtió en un éxito no solo en los países árabes sino en todo el mundo. Amr Diab mezcló la música de tres civilizaciones en una sola canción: tambores y pandero árabes, el acordeón propio de la música francesa y aires provenientes del flamenco español. La canción abrió las puertas a la popularización de la música árabe.
Más reciente tenemos el caso de Nancy Ajram una celebridad musical del Líbano. Donde interpretó la canción de K'naan "Wavin' Flag", en versión árabe, de la Copa Mundial de Fútbol del 2010.

## Pop Árabe
El pop árabe se produce principalmente y se originó en El Cairo, Egipto; con la ciudad de Beirut como centro secundario. Es una consecuencia de la industria cinematográfica árabe (principalmente películas egipcias), también ubicada principalmente en El Cairo.
La música pop árabe es un género que combina sintéticamente melodías pop con elementos de diferentes estilos regionales árabes, llamados ughniyah (árabe: أغنية) o en francés "canción árabe". Utiliza instrumentos de cuerda, incluida la guitarra, así como instrumentos tradicionales de Oriente Medio.
Otro aspecto de la música pop árabe es el tono general y el estado de ánimo de las canciones. La mayoría de las canciones tienen una clave menor, y los temas tienden a centrarse en la nostalgia, la melancolía, el conflicto y los problemas de amor en general.